# Рогачёво (Ржевский район)
Рогачево — деревня Ржевского района Тверской области, входит в состав сельского поселения Медведево.

## География
Находится на берегу реки Осуга в 22 км на юг от центра поселения деревни Медведево и в 33 км на юг от райцентра Ржева.

## История
В 1894 году в селе была построена каменная Богородице-Рождественская церковь с 2 престолами, метрические книги с 1802 года (взорвана в 1942 году отступающими частями вермахта.
В конце XIX — начале XX века село входило в состав Артемовской волости Зубцовского уезда Тверской губернии. 
С 1929 года деревня входила в состав Осугского сельсовета Ржевского района Ржевского округа Западной области, с 1935 года — в составе Калининской области, в 1994 года — в составе Осугского сельского округа, с 2005 года — в составе сельского поселения Медведево. 

## Население
| 1859 | 2002 | 2010 |
| ---- | ---- | ---- |
| 39   | ↗60  | ↘49  |